# Constantin Radu
Constantin Radu (Suceava, 26 de abril de 1996) es un deportista rumano que compite en remo.
Ganó tres medallas en el Campeonato Europeo de Remo entre los años 2018 y 2021. Participó en los Juegos Olímpicos de Tokio 2020, ocupando el séptimo lugar en la prueba de ocho con timonel.

## Palmarés internacional
| Campeonato Europeo | Campeonato Europeo    | Campeonato Europeo | Campeonato Europeo |
| Año                | Lugar                 | Medalla            | Prueba             |
| ------------------ | --------------------- | ------------------ | ------------------ |
| 2018               | Glasgow (Reino Unido) | Medalla de bronce  | Ocho con timonel   |
| 2020               | Poznań (Polonia)      | Medalla de plata   | Ocho con timonel   |
| 2021               | Varese (Italia)       | Medalla de plata   | Ocho con timonel   |